# Les Talens Lyriques
Les Talens Lyriques (в переводе с фр. — «Лирические дарования») — французский камерный оркестр (барочный оркестр), специализирующийся на аутентичном исполнении музыки XVII—XVIII веков.

## История
Создан Кристофом Руссе в 1991 году, назван по подзаголовку оперы-балета Рамо «Празднества Гебы» (1739). До конца 2005 года базой оркестра был Монпелье.

## Репертуар
Музыканты исполнили и записали оперы Монтеверди, Глюка, Генделя, Люлли, Кампра, Леклера, Гретри, Траэтты, Кавалли, Йомелли, Пиччини, Арриаги, Моцарта, Мартина-и-Солера, Чимарозы, Керубини, Берлиоза, сюиты Фробергера, Баха, Куперена, Рамо и др.
Оркестр тяготеет к драматическому исполнению музыки, сотрудничает с крупными театральными режиссёрами (Эрик Винье, Жером Дешан и Маша Макеев, Марсьяль Ди Фонсо Бо и др.). В нескольких записях оркестра принимала участие Вероника Жан.
В 1993 году Кристоф Руссе выполнил музыкальную аранжировку и записал с ансамблем саундтрек к фильму «Фаринелли-кастрат» (1994).

## Признание
Премия Виктуар де ля мюзик лучшему камерному ансамблю (2001).